# Crocidura hilliana
Crocidura hilliana is een zoogdier uit de familie van de spitsmuizen (Soricidae). De wetenschappelijke naam van de soort werd voor het eerst geldig gepubliceerd door Jenkins & Smith in 1995.